# Coris musume
Coris musume là một loài cá biển thuộc chi Coris trong họ Cá bàng chài. Loài này được mô tả lần đầu tiên vào năm 1904.

## Từ nguyên
Từ định danh của loài này bắt nguồn từ tên thông thường của chúng ở Nhật Bản, Musumebera.

## Phạm vi phân bố và môi trường sống
C. musume được ghi nhận từ vùng biển phía nam Nhật Bản (bao gồm cả quần đảo Ogasawara ngoài khơi), trải dài theo quần đảo Ryukyu đến đảo Đài Loan và Bắc Philippines. Loài cá này sống gần các rạn san hô và đá ngầm phủ đầy tảo ở độ sâu khoảng từ 3 đến 25 m.
C. musume trước đây đã bị nhầm lẫn với Coris picta, một loài có phạm vi ở Tây Nam Thái Bình Dương, vì hai loài có kiểu hình khá giống nhau. Theo Kuiter, cả hai nhiều khả năng là những loài chị em với nhau, mặc dù Randall và Araga đã xem C. musume là danh pháp đồng nghĩa của C. picta vào năm 1978.

## Sinh thái học
Thức ăn của C. musume là các loài thủy sinh không xương sống nhỏ. Loài này đôi khi được sử dụng làm cá thực phẩm bởi những ngư dân đánh bắt thủ công.